# Olympische Winterspiele 1992/Teilnehmer (Lettland)
| Gelbes Symbol für Goldmedaillen mit stilisierten Olympischen Ringen | Graues Symbol für Silbermedaillen mit stilisierten Olympischen Ringen | Braundes Symbol für Bronzemedaillen mit stilisierten Olympischen Ringen |
| ------------------------------------------------------------------- | --------------------------------------------------------------------- | ----------------------------------------------------------------------- |
| —                                                                   | —                                                                     | —                                                                       |

Lettland nahm an den Olympischen Winterspielen 1992 im französischen Albertville mit 23 Athleten (19 Männer und 4 Frauen) in sechs Sportarten teil. Das lettische Team blieb ohne Medaille.
Durch den Zerfall der Sowjetunion konnte Lettland erstmals seit 1936 wieder eine eigene Olympiamannschaft stellen. Flaggenträger war der ehemalige Bobfahrer Jānis Ķipurs. Er gewann 1988 noch für die Sowjetunion – allerdings in einem Bob in den lettischen Landesfarben – eine Goldmedaille.

## Teilnehmer nach Sportarten

### Biathlon
Männer
- Aivars Bogdanovs
4 × 7,5 km Staffel → 16. (1:33:31,1 h – 3 Strafrunden)
10 km Sprint → 40. (28:24,2 min – 1 Fehlschuss)
20 km Einzel → 62. (1:04:28,5 h – 4 Fehlschüsse)

- Ilmārs Bricis
4 × 7,5 km Staffel → 16. (1:33:31,1 h – 3 Strafrunden)
10 km Sprint → 39. (28:2313 min – 1 Fehlschuss)
20 km Einzel → 61. (1:04:27,3 h – 5 Fehlschüsse)

- Oļegs Maļuhins
4 × 7,5 km Staffel → 16. (1:33:31,1 h – 3 Strafrunden)
10 km Sprint → 13. (27:17,7 min – kein Fehlschuss)
20 km Einzel → 69. (1:06:10,1 h – 6 Fehlschüsse)

- Gundars Upenieks
4 × 7,5 km Staffel → 16. (1:33:31,1 h – 3 Strafrunden)
10 km Sprint → 44. (28:32,7 min – 1 Fehlschuss)
20 km Einzel → 35. (1:02:01,6 h – 1 Fehlschuss)

### Bob
Zweierbob
- Lettland I
Zintis Ekmanis und Aldis Intlers → 16. (4:06,33 min)

- Lettland II
Sandis Prūsis und Adris Plūksna → 15. (4:05,62 min)

Viererbob
- Lettland I
Sandis Prūsis, Juris Tone, Ivars Bērzups und Adris Plūksna → 14. (3:55,92 min)

- Lettland II
Zintis Ekmanis, Aldis Intlers, Boriss Artemjevs und Otomārs Rihters → 16. (3:56,72 min)

### Eiskunstlauf
Damen
- Alma Lepina → 20. Platz

Herren
- Konstantīns Kostins → 20. Platz

### Freestyle-Skiing
Buckelpiste Männer
- Normunds Aplociņš → 34. Platz
- Dans Jansons → 42. Platz

### Rodeln
- Frauen
Anna Orlova → 11. (3:08,798 min)
Evija Šulce → 14. (3:09,207 min)
Iluta Gaile → 15. (3:09,295 min)

- Männer
Agris Elerts → 13. (3:04,674 min)

- Doppel
Aivars Polis und Roberts Suharevs → 11. (1:33,949 min)

### Ski Nordisch

#### Langlauf
Männer
- Jānis Hermanis
10 km klassisch → 88. (35:49,8 min)
15 km Verfolgung → 78. (53:12,9 min)
30 km klassisch → 77. (1:44:43,2 h)
50 km frei → 66. (2:37:24,3 h)